# Cohoes
Cohoes est une ville incorporée située à l'angle nord-est du comté d'Albany dans l'État de New York. Elle est appelée la Ville de la broche en raison de l'importance de l'industrie du textile durant sa croissance au XIXe siècle. Les usines de la ville ont traité le coton en provenance du Deep South, produite dans les plantations des États esclavagistes. 
D'après le recensement de 2020, la population de la ville était de 18 147 habitants.

## Histoire
Le nom Cohoes provient du terme de la langue mohawk, Ga-ha-oose, se référant à l'endroit du canot tombé, «une interprétation noté par Horatio Gates Spafford dans sa publication 1823 Un Index de l'État de New York. Les historiens ultérieurs ont postulé que le nom est dérivé de la algonquienne Cohos, un nom de lieu sur la base d'un épinette.

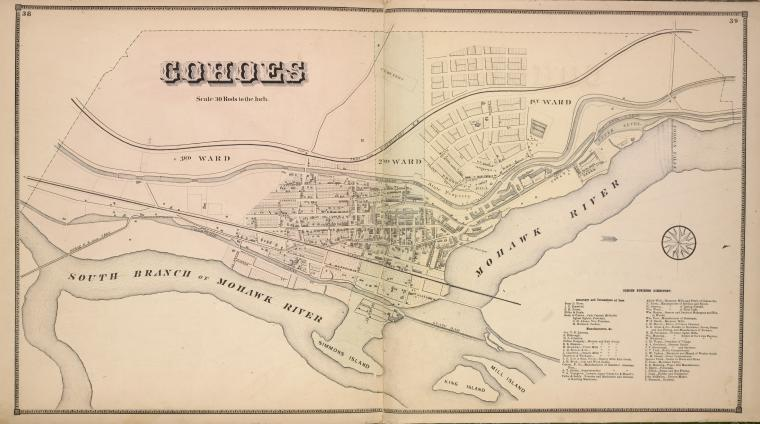
Carte du village de Cohoes en 1866. Le nord est à la droite.

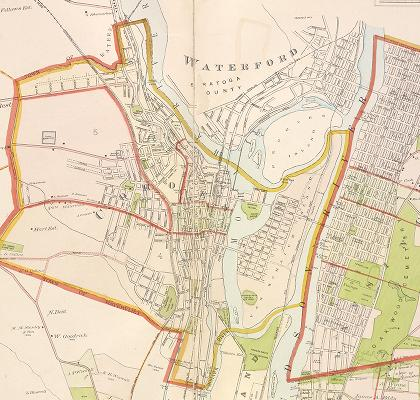
Carte de Cohoes en 1891

Le coton des plantations du Deep South et de son esclavage a été un produit brut sur lequel l'économie et l'avenir de Cohoes s'est construit. Dans les années 1820, la première filature de coton dans le comté d'Albany y a été construite. « Egberts and Bailey » était la première usine à utiliser des machines à tricoter qui fonctionnait avec la puissance hydraulique des canaux de la Société Cohoes. La communauté est devenue un centre de l'industrie du textile. En 1836, l'Harmonie Manufacturing Company a été fondée, plus tard connu célèbre sous le nom d'Harmony Mills.
Cohoes est devenue une ville industrielle, et dans une certaine mesure une ville de compagnie. Pendant les années 1870, les moulins étaient extrêmement rentables en raison du canal Érié, qui coulait devant la ville à l'époque. Mill, avec plus de 1 000 pieds de long, a été considérée comme l'usine textile la plus longue des États-Unis. Les textiles en coton ont été expédiés à New York, en Angleterre et en Europe, où la demande était élevée.
En 1848, Cohoes a été incorporée comme une division administrative de l'État de New York en tant que « village » dans les divisions administratives de la ville de Watervliet. En 1869, la communauté reçu la charte de ville.